# 刘晓妹
刘晓妹（1985年5月2日—），安徽滁州人，中国女子手球運動員。

## 簡歷
刘晓妹原於滁州市来安县三城中学就讀，至12歲時進入安徽省滁州市业余体校，一年後便入選安徽省女子手球队；及至2000年開始代表国家队參加國際賽，曾贏得2003年亚洲手球锦标赛冠军。
2010年11月，刘晓妹代表中國出戰廣州亞運會，參加女子手球比賽項目，奪得金牌。